# Irene Harand

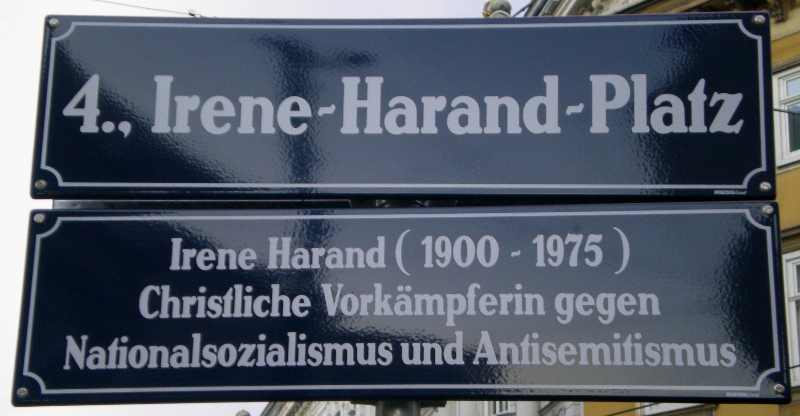
Plaça dedicada a Irene Harand a Viena

Irene Harand (Viena, 1900- Nova York, 1975) fou una política austríaca, activista en la defensa dels drets humans i en la lluita contra l'antisemitisme. Nascuda en el si d'una família catòlica, durant els anys 1920 va treballar en l'Associació de Petits Estalviadors i Pensionistes d'Àustria amb l'advocat jueu Moriz Zalman, amb qui fundaria també el Partit Popular Austríac, que es presentà a les eleccions legislatives austríaques de 1930 per a defensar els interessos dels petits estalviadors i jubilats, i atacar l'antisemitisme.
El 1933 va fundar el Weltbewegung gegen Rassenhass und Menschennot (Moviment Mundial Contra l'Odi Racial i el Patiment Humà), que va fer campanya contra el nazisme arreu d'Europa. Per a contestar el Mein Kampf d'Adolf Hitler, va escriure Sein Kampf - Antwort an Hitler von Irene Harand (La seva lluita - la resposta a Hitler d'Irene Harand).
Quan els nazis invadiren Àustria el 1938 (Anschluss), Harand era a Londres fent conferències, cosa que li va salvar la vida. Els nazis oferiren una recompensa de 100.000 marcs pel seu cap, i aleshores marxà als Estats Units d'Amèrica, on esdevingué líder del Fòrum Cultural Austríac. El 1969 va rebre el títol de Justos entre les Nacions per la seva lluita contra el nazisme i l'antisemitisme. Va morir a Nova York.